# 신생당
신생당(일본어: 新生党 신세이토[*])은 1990년대 초반에 존재했던 일본의 정당이다. 자유민주당을 탈당한 의원들을 주축으로 세워진 정당으로는 일본 내 최대 규모였다. 당시 신생당의 분당으로 중의원 의석 과반이 붕괴된 일본 자민당은 창당 이후부터 역사상 처음으로 야당이 되었다. 신생당은 비자민·비공산 연립 정권에 합류했으나 자사사 연립 정권의 성립으로 물러나 신진당에 합류했다.
1993년 6월 미야자와 개조내각에 내각 불신임 결의을 던져 하네다파(개혁포럼21) 소속 국회의원 하타 쓰토무와 오자와 이치로가 탈당해 창당했다. 당시 이념은 "자립과 공생"을 내세웠다. 정책은 오자와의 저서 《일본개조계획》을 계승한 신보수주의적 성향으로 창당 선언에서 "새로운 보수주의"를 표방했다.
비 자민당 계열인 8당 7파를 모아 38년만에 정권 교체를 주도했다. 연립 여당인 호소카와 내각, 하타 내각 시절 공명당과 공동 보조를 취해 "신생·공명 그룹", "이치-이치 라인"(오자와 이치로와 이치카와 유이치)로 불리기도 했다. 1994년 12월 신진당이 창당되면서 해산했다.